# 東小椋村
東小椋村（ひがしおぐらむら）は、滋賀県愛知郡にあった村。現在の東近江市の北東端、愛知川の上流右岸にあたる。

## 地理
- 山岳：日本コバ、竜ヶ岳、藤原岳、御池岳、鈴ヶ岳
- 河川：愛知川、御池川
- 峠：石榑峠

## 歴史
- 1889年（明治22年）4月1日 - 町村制の施行により、茨川村・君ヶ畑村・蛭谷村・箕川村・政所村・黄和田村・九居瀬村・高野村の区域をもって発足。
- 1892年（明治25年）10月5日 - 大字高野が分立して高野村が発足。
- 1943年（昭和18年）4月1日 - 高野村・神崎郡山上村と合併して神崎郡永源寺村が発足。同日東小椋村廃止。

## 交通

### 道路
- 八風街道（現・国道421号）